# The Wheel of Time (album)
The Wheel of Time este cel de-al șaptelea album de studio al cântăreței Sandra, lansat în 2002.

## Track listing
1. "Forgive Me" (Cretu - Cretu) — 4:25
2. "Footprints" (Filz/Schoenherz - Filz/Schoeherz) — 3:44
3. "Motivation" (Inker - Inker) — 4:03
4. "I Close My Eyes" (Jonas - Jonas/Cretu) — 4:07
5. "Perfect Touch" (Cassandra/Filz/Jedner - Filz) — 3:45
6. "Silent Running" (Robertson/Rutherford - Robertson/Rutherford) — 4:18
7. "Such a Shame" (Hollis - Hollis) — 4:21
8. "Now!" (Cretu/Gad - Cretu) — 4:02
9. "Freelove" (Gore - Gore) — 4:16
10. "Forever" (Ries/Filz - Ries/Filz) — 3:46
11. "The Wheel of Time" (Cretu/Gad - Cretu/Gad) — 4:08

## Clasamente
| Clasament (2002)      | Poziție de top |
| --------------------- | -------------- |
| Austrian Albums Chart | 63             |
| Czech Republic Top 50 | 17             |
| German Album Charts   | 8              |
| Swiss Albums Chart    | 68             |